# Lazzaro Agostino Cotta
Lazzaro Agostino Cotta, né à Ameno le 23 juin 1645 et décédé à Milan le 1er avril 1719, est un érudit italien.

## Biographie
Né à Ameno, sur le lac d'Orta, dans le diocèse de Novare, l’an 1645, il s’adonna à l’étude du droit, et embrassa la profession d’avocat. Il alla l’exercer à Milan ; mais il s’en laissa détourner par son goût décidé pour les choses d’érudition et les monuments d’antiquités. Quoiqu’il préférât d’habiter cette ville, où il avait plus de ressources pour le satisfaire, il restait toujours attaché de cœur à son pays ; et la province de Novare était le sujet de presque tous ses ouvrages. Il s’appliqua à l’illustrer, principalement dans son Museo Novarese, divisé en quatre parties, qu’il appela quattro stanze (chambres). Dans la première, il plaça les saints, les pontifes, les évêques que cette contrée avait produits, ou qui étaient venus en augmenter l’éclat ; la seconde fut consacrée aux savants et littérateurs novarais ; la troisième aux guerriers les plus illustres de cette province, et la quatrième aux artistes distingués qu’elle avait fournis à la peinture et à la sculpture. Il s’occupa en outre à compléter la description que Domenico Della Bella, caché sous le nom de Macaneo, mort octogénaire à Turin en 1520, avait faite du lac Verban (le lac Majeur) et de ses environs (Milan, 1490, in-4°), et qui était devenue extrêmement rare. Ce zèle pour la gloire de son pays ne pouvait le laisser indifférent à celle de l’Italie entière, lorsqu’il en vit la littérature attaquée par le P. Bouhours en son livre De la manière de bien penser sur les ouvrages d’esprit, et le marquis Gian-Giuseppe Orsi de Bologne, qui réfuta si bien cet ouvrage, en ce qui concernait les Italiens, vit avec plaisir combattre comme lui, pour la même cause, Lazzaro Agostino Cotta, qui alors se disait Milanais. Celui-ci adressa, à ce sujet, une excellente lettre à l’ambassadeur que la reine d’Angleterre avait auprès du grand-duc de Toscane (Milan, 1709, in-4°). Par reconnaissance et par affection pour la fameuse Bibliothèque Ambrosienne de Milan, qui lui avait fourni une immensité d’utiles documents pour ses ouvrages d’érudition, et dans laquelle il passait en quelque sorte sa vie, il lui donna, avant sa mort, quatorze volumes manuscrits, intitulés par lui : Miscellanea Novariensia, qui contiennent toutes les pièces et notes dont il avait fait usage pour la composition de son Musée. Il mourut à Milan en 1719, à l’âge de 73 ans. Parmi les ouvrages manuscrits qu’il laissa, il s’en trouva qui méritèrent d’être publiés après lui.

## Œuvres
- La Pirlonea, commedia fantastica, Bologne, 1678 ;
- De Fylacrio, episcopo Novariensi, dissertatio, insérée dans le tome 3 de la Galeria di Minerva, Venise, 1698, in-fol. (se trouve aussi à la fin de l’ouvrage suivant) ;
- Museo Novarese, in-fol., Milan, 1701 : Cotta avait dessein d’y mettre un Appendice, et d’y ajouter un opuscule intitulé : Novaria sub tribu Claudia ;
- un Commentaire sur l’ouvrage de Domenico Macaneo, joint à l’édition qui porte ce titre : Dominici Macanei, morum musarumque professoris, Verbani lacus locorumque adjacentium chorographica descriptio, notis et commentariis illustrata et aucta, Milan, 1723. Le commentateur y est désigné par les noms de Catalaunus Stazius Trugus de Ameno, in riparia S. Julii diœcesis Novariensis. Cet ouvrage de Cotta est inséré dans le tome 9 du Thesaurus antiquitatum Italiæ.
- Domitii Calciati, Novariensis, fragmentum poeticum, de bello Galliæ in Insubribus gesto, primum editum, cum notis, Milan, 1700, in-4°.